# كاشيرا
كاشيرا (بالروسية: Кашира) هي إحدى مدن روسيا في الكيان الفدرالي الروسي موسكو أوبلاست،115 تقع كيلومترا جنوبا عن موسكو.يبلغ عدد سكانها حوالى 39080 نسمة.